# مانوئل بالده
مانوئل بالده (انگلیسی: Manuel Baldé؛ زادهٔ ۱۴ نوامبر ۲۰۰۲) بازیکن فوتبال است.
وی همچنین در تیم ملی فوتبال بزرگسالان گینه بیسائو بازی کرده‌است.

## دوران ملی
او اولین بازی خود را با تیم ملی فوتبال گینه بیسائو در یک بازی دوستانه ۳-۰ مقابل تیم ملی فوتبال گینه استوایی در ۲۳ مارس ۲۰۲۲ انجام داد.